# Ascogaster malayana
Ascogaster malayana är en stekelart som först beskrevs av Baker 1926.  Ascogaster malayana ingår i släktet Ascogaster och familjen bracksteklar. Inga underarter finns listade.